# Chu X-PO
Il Chu X-PO, citato anche come Chu (AFAMF) X-PO, fu un aereo da caccia monomotore, monoposto, e monoplano ad ala bassa sviluppato dall'industria aeronautica cinese nei primi anni quaranta e rimasto allo stadio di prototipo.
Concepito per poter dotare i reparti da caccia della Chung-Hua Min-Kuo K'ung-Chün, l'aeronautica militare cinese del periodo, di un modello di produzione nazionale, il suo sviluppo venne accantonato per la sopravvenuta disponibilità di velivoli di produzione statunitense.

## Storia del progetto
Progettato dal comandante dell'Air Force Technical Bureau, il general maggiore Chu Chia-Jen nel 1941 il Chu X-PO era un caccia monoposto monomotore e monoplano dall'impostazione classica.
Venne prodotto un singolo esemplare dalla AFAMF nel 1943. Basato nel disegno e nell'impostazione principalmente sul Curtiss Hawk 75, allora in servizio nell'aeronautica cinese, era un caccia di costruzione mista ligneo metallica con uno scheletro in tubi d'acciaio e ali a tre longheroni il tutto ricoperto con pannelli di legno. Era armato con quattro potenti cannoni da 20 mm che però non si trovavano affogati nell'ala, ma bensì agganciati saldamente all'aereo in posizione subalare.

## Impiego operativo
Nonostante si era progettato di iniziare la produzione in serie già dal 1942 da parte delle fabbriche della AFAMF di Kunming, il prototipo volò per la prima volta solo ne 1943, a Yangling. Dopo il decollo e i giri in circolo di routine sopra il campo di aviazione, il pilota alla guida del prototipo atterrò troppo bruscamente danneggiando seriamente il carrello ragion per cui l'aereo fu mandato velocemente in riparazione. Nel frattempo però gli Stati Uniti erano entrati nella seconda guerra mondiale dopo l'attacco giapponese a Pearl Harbor; ciò portò alla possibilità di avere caccia competitivi forniti direttamente dall'America, cosa che stroncò del tutto ogni progetto nazionale nel campo aeronautico. A parte i dati su motore, armamento e prestazioni non si conosce altro di questo aereo il cui prototipo venne probabilmente demolito prima della fine della guerra.

## Utilizzatori
Cina
- Chung-Hua Min-Kuo K'ung-Chün

## Aerei comparabili
- Curtiss Hawk 75
- Nakajima Ki-44
- Polikarpov I-185